# عبد الله مطلق المسيلم
عبد الله بن مطلق بن مفرج المسيلم (1921 - 2006)، وكنيته أبو مطلق، أمير وشاعر وشيخ شمل قبيلة الرشايدة الذي استلم زمام امورها بعد وفاة والده أمير قبيلة الرشايدة الأمير مطلق بن مفرج المسيلم عام 1953.

## قبيلته
عبد الله بن مطلق بن مفرج بن نعيس بن نماي بن سالم بن عيد بن سالم بن عيد بن منيع بن سالم من المسيلم من ال صياد من قبيله بني دعيج من قبائل الرشايدة إلى رشيد بن شرول من بني عبس بن بغيض بن ريث بن غطفان بن سعد بن قيس عيلان بن مضر بن نزار بن معد بن عدنان، وتعتبر قبيلة بني رشيد أحد أقوى وأشد القبائل العربية بأساً وقوة في الحروب.

## ولادته وسيرته
ولد الشيخ عبد الله بن مطلق بن مفرج المسيلم الرشيدي بالكويت عام 1921 بالجهراء تحديدا، وهو شيخ شمل ذوي بني رشيد بالكويت، ومن أبرز رجالات القبائل بالكويت، فقد كان محنكا قوي الشخصية سديد الرأي وشديد الباس في الازمات، فقد استقبل في بيته عدد كبير من علماء الدين والمرشدين والدعاة من مصر جامع الازهر ومن السعوديه واليمن والدول الاسلاميه الأخرى وانظم لهم وشاركهم في الإرشاد داخل وخارج الوطن العربي وقد شارك مشاركه فعاله في هذا المجال ماديا ومعنويا وكان هذا في اعوام 1968 - 1969 حيث خرج معهم إلى دول العالم الخارجي الغير إسلامي لنشر الدعوة الاسلاميه وشرح حقيقة الدين الإسلامي. 

## علاقاته مع الدولة
علاقته مع الدولة الكويتية مستمده من علاقة والده الأمير مطلق بن مفرج المسيلم حيث كان صديقاً لدى شيوخ وحكام الخليج العربي والكويت ومن أهمهم الشيخ أحمد الجابر الصباح والملك عبدالعزيز بن عبدالرحمن آل سعود ، وبعد وفاة والده تسلم إمارة قبيلته وفي أول اختبار له وخلال أزمة عبد الكريم قاسم رئيس جمهورية العراق عام 1961 م عندما هدد الكويت بالاحتلال سارع إلى مؤازرة الدولة الكويتية وأستعد باحضار رجاله وغيرهم للدفاع عن وطنهم، وقد أمر الشيخ عبد الله السالم الصباح أمير الكويت آنذاك بتزويده بكميات من الاسلحه والعتاد له ولجماعته ومن معه.
وبعدها باشر الشيخ عبد الله المسيلم قيادة المسلحين والمعروفين باسم (حرس الحدود) بالمنطقة الجنوبيه الكويتية وكانت تضم أبناء قبائل الرشايدة - مطير - الشرارات - شمر - العجمان - الدواسر - بني هاجر - قبيلة آل مرة - عنزه، وجاء هذا الخليط نتيجة توزيع العمل من القيادة العليا العسكرية الكويتية إلى قيادته فقاد هذا الجيش الشعبوي الكبير وتوجه إلى الخطوط الاماميه لمواجهة العدو الغادر وكان وقتها مسؤول عن أكثر من 20 مركز حدودي والمعروفين (بمراكز الهجانة)، وشهد من معه حيويته ونشاطه وتفانيه بعمله المناط به دون كلل أو ملل وحتى تقاعد من الخدمة عام 1985 م وتم تعيينه عضو في مجلس الحكماء برئاسة أمير الكويت آنذاك الشيخ جابر الأحمد الصباح، وبعد عدة سنين واثناء إحتلال الكويت عام 1990 م، تم اسر إبنه سالم المسيلم وإرساله إلى سجون العراق وكانوا أبناءه صالح وطلال أفراد المقاومة في الكويت فقال قصيدته المشهورة في إبنه:

## زعامته
بعد وفاة والده الشيخ مطلق بن مفرج المسيلم عام 1953 تسلم الشيخ عبد الله المسيلم الامارة والزعامة حتى مماته، وقد عرف عنه حرصه الدائم على تماسك القبيلة وأفخاذها وكان يطبق سياسة الباب المفتوح طوال فترة امارته للقبيلة حيث انه لم يخذل احدا وصل باب منزله سواء كان من الرشايدة ام من عامة الشعب، فعلى المستوى الإجتماعي كان له دور في المجتمع حيث أسس لجنة إجتماعية لحل الظواهر السلبية في المجتمع عام 1986 برئاستة ومن أهم أنجازاته تحديد العانيات ومن ثم منع العانيات في الأعراس ومن ثم تحديد المهور، وكان حرصه الشديد في كل اجتماع يجمعه بأبناء قبيلته ينصب على حب الكويت والاستماتة من أجلها فعرف عنه حبه الجنوني لبلده كونه تربى وترعرع في كنف حكام الكويت. 

## المشاريع الخيرية
له الكثير من افعال الخير فقام بوقف مجمع استثماري وعمارة سكنية ومنزلين لحفظ القرآن، كما قام ببناء المساجد داخل وخارج الكويت مثل الاردن ومصر وفلسطين وله مسجد يعتبر ثاني أكبر مسجد في الكويت بأسم الخليفة أبوبكر الصديق ويرفض أسمة على المساجد والأعمال الخيرية، إضافة إلى عدد من المشاريع لكفالة الايتام في دول عربية وكانت امنيته قبل ان يقابل ربه ان يصلي باحد المساجد التي بناها الا ان قدرة الله كانت اسرع من تنفيذ امنيته وتوفاه الله.

## وفاته
توفي في اليوم السابع والعشرون من شهر رمضان عام 1427هـ الموافق 2006 عن عمر يناهز الخامس والثمانين عامًا، وترك خلفه من الذرية 12 إبنا و17 بنتا، وبذلك تكون فترة زعامته لقبيلته ثلاث وخمسون عامًا.